# Liste der Bodendenkmäler in Maßbach
Auf dieser Seite sind die Bodendenkmäler in dem unterfränkischen Markt Maßbach zusammengestellt. Diese Tabelle ist eine Teilliste der Liste der Bodendenkmäler in Bayern. Grundlage ist die Bayerische Denkmalliste, die auf Basis des Bayerischen Denkmalschutzgesetzes vom 1. Oktober 1973 erstmals erstellt wurde und seither durch das Bayerische Landesamt für Denkmalpflege geführt wird. Die folgenden Angaben ersetzen nicht die rechtsverbindliche Auskunft der Denkmalschutzbehörde.

## Bodendenkmäler in Maßbach

### Gemarkung Maßbach
| Lage               | Objekt | Akten-Nr.     | Bild |
| ------------------ | --- | ------------- | ---- |
| Maßbach (Standort) | Bestattungsplatz mit Grabhügeln vorgeschichtlicher Zeitstellung mit Bestattungen der Hallstattzeit. | D-6-5727-0005 |      |
| Maßbach (Standort) | Bestattungsplatz mit Grabhügeln vorgeschichtlicher Zeitstellung. | D-6-5827-0001 |      |
| Maßbach (Standort) | Bestattungsplatz mit Grabhügeln vorgeschichtlicher Zeitstellung. | D-6-5827-0009 |      |
| Maßbach (Standort) | Bestattungsplatz mit Grabhügeln vorgeschichtlicher Zeitstellung. | D-6-5827-0010 |      |
| Maßbach (Standort) | Siedlung der Urnenfelderzeit sowie der Späthallstatt- und Frühlatènezeit. | D-6-5827-0028 |      |
| Maßbach (Standort) | Siedlung der Urnenfelderzeit. | D-6-5827-0036 |      |
| Maßbach (Standort) | Siedlung vor- und frühgeschichtlicher Zeitstellung. | D-6-5827-0040 |      |
| Maßbach (Standort) | Siedlung vorgeschichtlicher Zeitstellung. | D-6-5827-0052 |      |
| Maßbach (Standort) | Siedlung der Linearbandkeramik. | D-6-5827-0053 |      |
| Maßbach (Standort) | Archäologische Befunde im Bereich der spätmittelalterlichen und frühneuzeitlichen Evangelisch-Lutherischen Pfarrkirche von Maßbach, darunter Teile der Vorgängerbebauung sowie Bestattungen des Mittelalters und der frühen Neuzeit. | D-6-5827-0054 |      |
| Maßbach (Standort) | Mittelalterlicher und frühneuzeitlicher Ortsbereich von Maßbach. | D-6-5827-0055 |      |
| Maßbach (Standort) | Siedlung der Linearbandkeramik. | D-6-5827-0068 |      |

### Gemarkung Poppenlauer
| Lage                   | Objekt | Akten-Nr.     | Bild |
| ---------------------- | --- | ------------- | ---- |
| Poppenlauer (Standort) | Siedlung der Linearbandkeramik. | D-6-5727-0006 |      |
| Poppenlauer (Standort) | Siedlung der Linearbandkeramik, des Endneolithikums, der späten Bronzezeit und Urnenfelderzeit sowie der jüngeren Latènezeit.                       | D-6-5727-0036 |      |
| Poppenlauer (Standort) | Brandgräber der Urnenfelderzeit. | D-6-5727-0043 |      |
| Poppenlauer (Standort) | Siedlung der Linearbandkeramik, der Urnenfelderzeit, der Hallstattzeit, der jüngeren Latènezeit sowie der römischen Kaiserzeit.                     | D-6-5727-0044 |      |
| Poppenlauer (Standort) | Siedlung vor- und frühgeschichtlicher Zeitstellung.                                                                                                 | D-6-5727-0051 |      |
| Poppenlauer (Standort) | Siedlung der Latènezeit und der römischen Kaiserzeit.                                                                                               | D-6-5727-0052 |      |
| Poppenlauer (Standort) | Fundamente hoch- und spätmittelalterlicher Vorgängerbauten der neuzeitlichen Katholischen Pfarrkirche St. Simon und Judas Thaddäus von Poppenlauer. | D-6-5727-0061 |      |
| Poppenlauer (Standort) | Siedlung der Linearbandkeramik. | D-6-5727-0110 |      |
| Poppenlauer (Standort) | Siedlung vorgeschichtlicher Zeitstellung. | D-6-5727-0113 |      |

### Gemarkung Seubrigshausen
| Lage                      | Objekt                                                                                              | Akten-Nr.     | Bild |
| ------------------------- | --------------------------------------------------------------------------------------------------- | ------------- | ---- |
| Seubrigshausen (Standort) | Bestattungsplatz mit Grabhügeln vorgeschichtlicher Zeitstellung mit Bestattungen der Hallstattzeit. | D-6-5727-0029 |      |

### Gemarkung Volkershausen
| Lage                     | Objekt                                                                                         | Akten-Nr.     | Bild |
| ------------------------ | ---------------------------------------------------------------------------------------------- | ------------- | ---- |
| Volkershausen (Standort) | Siedlung und Grabenwerk vor- und frühgeschichtlicher Zeitstellung.                             | D-6-5827-0032 |      |
| Volkershausen (Standort) | Siedlung vor- und frühgeschichtlicher Zeitstellung.                                            | D-6-5827-0037 |      |
| Volkershausen (Standort) | Untertägige Teile der mittelalterlichen und frühneuzeitlichen Evang. Kirche von Volkershausen. | D-6-5827-0061 |      |

### Gemarkung Weichtungen
| Lage                   | Objekt | Akten-Nr.     | Bild |
| ---------------------- | --- | ------------- | ---- |
| Weichtungen (Standort) | Bestattungsplatz mit Grabhügeln vorgeschichtlicher Zeitstellung.                                                  | D-6-5727-0009 |      |
| Weichtungen (Standort) | Untertägige Teile der spätmittelalterlichen und frühneuzeitlichen Katholischen Kirche St. Joseph von Weichtungen. | D-6-5727-0066 |      |